# Beleg van Belgrado (1456)
Het Beleg van Belgrado of de Slag bij Nándorfehérvár (4 juli 1456 - 22 juli 1456) was de eerste poging van het Osmaanse Rijk om Centraal-Europa binnen te dringen.
Na de verovering van Constantinopel op 29 mei 1453, probeerde sultan Mehmed II het koninkrijk Hongarije door een verrassingsaanval aan zich te onderwerpen. Zijn eerste doel was de sterke vestingstad Nándorfehérvár (oud-Hongaarse benaming voor Belgrado) aan de grens van het Hongaarse Rijk.
De Walachijse edelman en veldheer Johannes Hunyadi leidde de Hongaarse verdediging. Hij had al aan meerdere veldslagen tegen de Turken deelgenomen. De belegering eindigde in een overwinning voor de Hongaren. Deze militaire catastrofe voor de Osmanen zorgde ervoor dat de Hongaren verder gespaard bleven voor een directe confrontatie met hoofdmacht van het aanvalsleger van een van de machtigste naties in die tijd.